# Women's ITF Irapuato Club de Golf Santa Margarita
Il Women's ITF Irapuato Club de Golf Santa Margarita è un torneo professionistico di tennis giocato su campi in cemento. Fa parte dell'ITF Women's Circuit. Si gioca annualmente a Irapuato in Messico.

## Albo d'oro

### Singolare
| Anno         | Campionessa                                                       | Finalista                                                         | Punteggio                                                         |
| ------------ | ----------------------------------------------------------------- | ----------------------------------------------------------------- | ----------------------------------------------------------------- |
| 2011         | Marina Eraković                                                   | Andreja Klepač                                                    | 7–5, 6–4                                                          |
| 2012         | Kiki Bertens                                                      | Jaroslava Švedova                                                 | 6–4, 2–6, 6–1                                                     |
| 2013         | Aleksandra Krunić                                                 | Ol'ga Savčuk                                                      | 7–6(5), 6–4                                                       |
| 2014         | Indy de Vroome                                                    | Naomi Ōsaka                                                       | 3–6, 6–4, 6–1                                                     |
| 2015         | Alexa Glatch                                                      | Renata Voracova                                                   | 6–2, 7–5                                                          |
| 2016         | Francoise Abanda                                                  | Lesley Pattinama Kerkhove                                         | 6–2, 6–4                                                          |
| 2017         | Deniz Khazaniuk                                                   | Sofya Zhuk                                                        | w/o                                                               |
| 2018         | Marie Bouzkova                                                    | Kristina Kucova                                                   | 6–4, 6–0                                                          |
| 2019         | Astra Sharma                                                      | Veronica Cepede Royg                                              | 6(5)–7, 6–4, 6–3                                                  |
| 2020         | Interrotto ai quarti di finale per via della pandemia di covid-19 | Interrotto ai quarti di finale per via della pandemia di covid-19 | Interrotto ai quarti di finale per via della pandemia di covid-19 |
| 2021         | Annullato per la pandemia di covid-19                             | Annullato per la pandemia di covid-19                             | Annullato per la pandemia di covid-19                             |
| ↓ ITF 60K ↓  |                                                                   |                                                                   |                                                                   |
| 2022         | Lin Zhu                                                           | Rebecca Marino                                                    | 6–4, 6–1                                                          |
| 2023         | Kamilla Rakhimova                                                 | Raluca Georgiana Serban                                           | 6–0, 1–6, 6–2                                                     |
| ↓ ITF W100 ↓ |                                                                   |                                                                   |                                                                   |
| 2024         | Rebecca Marino                                                    | Jule Niemeier                                                     | 6–1, 6–2                                                          |

### Doppio
| Anno         | Campionesse                                                   | Finaliste                                                     | Punteggio                                                     |
| ------------ | ------------------------------------------------------------- | ------------------------------------------------------------- | ------------------------------------------------------------- |
| 2011         | Tímea Babos Johanna Konta                                     | Macall Harkins Nicole Rottmann                                | 6–3, 6–4                                                      |
| 2012         | Janette Husárová Katalin Marosi                               | Maria Elena Camerin Marija Korytceva                          | 6–2, 6(11)–7, [10–7]                                          |
| 2013         | Alla Kudrjavceva Ol'ga Savčuk                                 | Aleksandra Krunić Amra Sadiković                              | 4–6, 6–2, [10–6]                                              |
| 2014         | Denise Muresan Indy de Vroome                                 | Irina Chromačëva Anna Zaja                                    | 6–4, 5–7, [10–7]                                              |
| 2015         | Victoria Rodriguez Marcela Zacarias                           | Ayaka Okuno Ana Sofia Sanchez                                 | 6–1, 7–5                                                      |
| 2016         | Lyudmyla Kichenok Nadiia Kichenok                             | Akiko Omae Prarthana G Thombare                               | 6–1, 6–4                                                      |
| 2017         | Desirae Krawczyk Giuliana Olmos                               | Ronit Yurovsky Marcela Zacarias                               | 6–1, 6–0                                                      |
| 2018         | Alexa Guarachi Erin Routliffe                                 | Desirae Krawczyk Giuliana Olmos                               | 4–6, 6–2, [10–6]                                              |
| 2019         | Paige Hourigan Astra Sharma                                   | Veronica Cepede Royg Renata Voracova                          | 6–1, 4–6, [12–10]                                             |
| 2020         | Interrotto alle semifinali per via della pandemia di covid-19 | Interrotto alle semifinali per via della pandemia di covid-19 | Interrotto alle semifinali per via della pandemia di covid-19 |
| 2021         | Annullato per la pandemia di covid-19                         | Annullato per la pandemia di covid-19                         | Annullato per la pandemia di covid-19                         |
| ↓ ITF 60K ↓  |                                                               |                                                               |                                                               |
| 2022         | Kaitlyn Christian Lidziya Marozava                            | Anastasia Tikhonova Daniela Vismane                           | 6–0, 6–2                                                      |
| 2023         | Emina Bektas Ingrid Neel                                      | Quinn Gleason Elixane Lechemia                                | 7–6(4), 3–6, [10–6]                                           |
| ↓ ITF W100 ↓ |                                                               |                                                               |                                                               |
| 2024         | Hailey Baptiste Whitney Osuigwe                               | Ann Li Rebecca Marino                                         | 7–5, 6–4                                                      |